# Klaas Carel Faber
Klaas Carel Faber (Haarlem, 20 gennaio 1922 – Ingolstadt, 24 maggio 2012) è stato un militare e criminale nazista olandese naturalizzato tedesco.
Fu figlio di Pieter Faber e Carolina Josephine Henriëtte Bakker e fratello di Pieter Johan Faber. Era inserito nella lista dei criminali di guerra nazisti più ricercati, stilata dal Centro Simon Wiesenthal.

## Biografia

### Seconda guerra mondiale
Faber proveniva da una famiglia olandese il cui pensiero era in linea con quello dei Nationaal-Socialistische Beweging. Un mese dopo l'occupazione tedesca nei Paesi Bassi del 1940, si iscrisse alle Waffen-SS. Dopo cinque mesi abbandonò il servizio militare per dedicarsi ad un lavoro meno impegnativo. Entrò quindi nella polizia presso Rotterdam e L'Aia. Fra il 1943 ed il 1944 fece parte del plotone di fucilazione del campo di concentramento di Westerbork, dove venne detenuta anche Anna Frank.
La sua attività divenne più estrema quando, l'8 giugno 1944, il padre Pieter Faber (che lavorava come panettiere ad Heemstede) venne ucciso da Hannie Schaft, membro della resistenza olandese. Prese dunque parte alla cosiddetta operazione Silbertanne (in tedesco, "abete bianco"), durante la quale vennero uccisi molti membri della resistenza olandese, coloro che nascondevano gli ebrei e che si opponevano al nazismo. Divenne inoltre un membro del Sonderkommando Feldmeijer, che effettuò omicidi arbitrari di eminenti cittadini olandesi in rappresaglia per le attività di resistenza, e servì come guardia del corpo al leader nazista olandese Anton Mussert.

### Il dopoguerra
Il 9 giugno 1947 Faber fu condannato dalla corte marziale olandese all'esecuzione capitale per fucilazione, per aver ucciso undici persone durante la guerra. Intanto, nel 1948, venne fucilato il fratello Pieter. I due vennero definiti dalla corte marziale "due fra i peggiori criminali delle SS".
Il 14 gennaio, la pena di Klaas Faber venne convertita in ergastolo. Tuttavia, il 26 dicembre 1952 Faber evase dalla prigione di Breda assieme a Sander Borgers, Herbertus Bikker ed altri quattro ex membri delle SS olandesi e la sera stessa erano già riusciti ad arrivare in Germania.
Come ex membro delle SS, Faber ottenne la cittadinanza tedesca. Dopo la sua fuga, Faber si trasferì nella cittadina bavarese di  Ingolstadt, dove rimase fino al giorno della sua morte, avvenuta per insufficienza renale il 24 maggio 2012 all'età di 90 anni.